# Грандис-Риус
Грандис-Риус (порт. Grandes Rios) — муниципалитет в Бразилии, входит в штат Парана. Составная часть мезорегиона Северо-центральная часть штата Парана. Входит в экономико-статистический  микрорегион Ивайпоран. Население составляет 7300 человек на 2006 год. Занимает площадь 309,312 км². Плотность населения — 23,6 чел./км².
Праздник города — 14 марта.

## История
Город основан в 1967 году.

## Статистика
- Валовой внутренний продукт на 2003 год составляет 34 099 677,00 реалов (данные: Бразильский институт географии и статистики).
- Валовой внутренний продукт на душу населения на 2003 год составляет 4509,94 реалов (данные: Бразильский институт географии и статистики).
- Индекс развития человеческого потенциала на 2000 год составляет 0,695 (данные: Программа развития ООН).

## География
Климат местности: субтропический. В соответствии с классификацией Кёппена, климат относится к категории Cfa.